# سرميتسياك (جزيرة)
جزيرة سرميتسياك (بالجرينلاندية: Sermitsiaq)، هي جزيرة غير مأهولة بالسكان؛ تقع في بلدية سيرمرسوك جنوب غرب جرينلاند. وهي واحدة من ثلاث جزر جبلية تقع إلى الشمال من نوك عاصمة جرينلاند. يبلغ ارتفاع جبل سرميتسياك 1,210 متر بارزة (3,970 قدم)، ويعد أحد معالم مدينة نوك حيث أنه يظهر من معظم مواقع المدينة.